# Amphidoxa demidium
Amphidoxa demidium là một loài thực vật có hoa trong họ Cúc. Loài này được O.Hoffm. mô tả khoa học đầu tiên năm 1890.